# سامسون (فیلم ۲۰۱۸)
سامسون (به انگلیسی: Samson) فیلمی محصول سال ۲۰۱۸ و به کارگردانی بروس مک‌دونالد است. در این فیلم بازیگرانی همچون تیلور جیمز، جکسون رادبون، بیلی زین، کیتلین لهی، روتخر هاور و لیندسی واگنر ایفای نقش کرده‌اند.